# IC 520
IC 520 је спирална галаксија у сазвјежђу Жирафа која се налази на листи објеката дубоког неба у Индекс каталогу.
Деклинација објекта је + 73° 29' 27" а ректасцензија 8h 53m 42,1s. Привидна величина (магнитуда) објекта IC 520 износи 11,8 а фотографска магнитуда 12,6. IC 520 је још познат и под ознакама UGC 4630, MCG 12-9-26, CGCG 331-73, IRAS 08483+7340, ARAK 183, CGCG 332-25, PGC 24970.